# Lucas Gaday
Lucas Manuel Gaday Orozco (Luis Guillón, 20 de febrero de 1993) es un ciclista argentino que compite con el Equipo Continental San Luis.

## Palmarés
2015
- Gran Premio della Liberazione
- 8° Mundial Richmond Sub-23
- 10° Côte Picarde Nacional Cup
- Bonce Campeonato Panamericano de Ruta (León, México)
- 1° Città di Langhirano, corsa nazionale (Italia)
- 6° Etapa 1 del Tour de Slovakia (Slovakia)
- 5° Etapa 2 del Tour de Slovakia (Slovakia)
- 8° Etapa 2 de Due giorni marchigiana (Italia)
- 5°  Gran Premio Città di Carnagho, corsa nazionale (Italia)
- 1° Gran Premio Ciudad de San Miguel (Argentina)
- 4°  Gran Premio Ciudad de Venado de Tuerto (Argentina)

2018
- 3.º en el Campeonato de Argentina en Ruta
- Campeón Gran Fondo de Buenos Aires

2022
- 1 etapa de la Vuelta a Formosa Internacional (Líder)
- 3° Etapa Vuelta a Formosa Internacional
- 2.º en el Campeonato de Argentina en Ruta
- Campeón La Carrera del Centro
- Gran Fondo de Buenos Aires
- 2° Vuelta a Formosa Internacional (Etapa 3)
- Campeón metas sprint Tour de Catamarca
- 2022
- 1° Vuelta al Valle (Etapa 1)
- 3° Vuelta al Valle (Etapa 3)
- 2° Vuelta del Porvenir San Luis (Etapa 2)
- 3° General Metas Sprint Vuelta del Porvenir San Luis
- 2024
- Líder 52° Rutas de América (Etapa 14 Feb)

## Equipos
- Buenos Aires Provincia (2013-2014)
- Unieuro Wilier (2015)
- Roth-Skoda (2016)
- Los Cascos Esco-Agroplan (2017)
- Club Ciclista Alas Rojas (2018-2019)
- Club Ciclista Ciudad del Plata (2019-2020)
- Equipo Continental San Luis (2022)